# Grand théâtre de Hamhung
Le grand théâtre de Hamhung (en chosŏn'gŭl : 함흥대극장 ; japonais : 咸興大劇場) est un théâtre situé à Hamhung, en Corée du Nord. C'est le plus grand théâtre du pays.
Il est utilisé par la troupe d'opéra révolutionnaire pour les grandes productions théâtrales. Le hall intérieur contient une grande peinture murale du dirigeant actuel Kim Jong-un et de son père Kim Jong-il. Le théâtre a été construit en 1984.